# Малаєшти (Григоріопольський район)
Малає́шти (рос. Малаешты; рум. Mălăești, у минулому — Малаєшти Перші) — село в Григоріопольському районі в Молдові (Придністров'ї). Населення становить 6 000 осіб. Є центром Малаєштської сільської ради.
У селі діє пункт пропуску на кордоні з Україною Мелеєшть—Великоплоське.
Станом на 2004 рік у селі проживало 1,1 % українців.

## Географія
Селом тече Балка Комарівка.

## Історія
Станом на 1886 рік село Малаєшти Перші було адміністративним центром Першої Малаєштської волості Тираспольського повіту Херсонської губернії.
Село розташовувалося за 15 верст від повітового міста, налічувало 2179 осіб та 381 двір. У селі були: православна церква Святого Архистратига Михаїла, збудована 1790-го року, поштова станція, 6 лавок, базари по середах.

## Відомі уродженці
- Гребенча Михайло Кузьмич (1897—1948) — радянський математик, педагог, професор.
- Наталія Гаврилиця (1977)  — молдовська економістка та політична діячка. Прем'єр-міністр Молдови з 6 серпня 2021